# Universidad Nacional de Santiago del Estero
La Universidad Nacional de Santiago del Estero (UNSE) es una universidad pública argentina; fundada por la ley 20.364 del 16 de mayo de 1973, como parte del plan Taquini, el programa de reorganización de la educación superior que llevaría a la fundación de las de Jujuy, La Pampa, Lomas de Zamora, Entre Ríos, Luján, Misiones, Salta, San Juan, San Luis y Catamarca, forma a unos 12.000 alumnos en cinco facultades.
La institución cuenta también con su editorial de literatura, la emisora LRK 312 Radio Universidad (FM 92.9 MHz) y el canal UNSE TV.

## Historia
Se formó a partir del Instituto de Ingeniería Forestal de la Universidad Nacional de Córdoba, fundado en 1958 y sito en Santiago del Estero; la Escuela de Agricultura, Ganadería y Anexos de la Universidad Nacional de Tucumán, que databa de 1949 y era resultado de un convenio entre la UNT y el gobierno provincial, y la Facultad de Ingeniería de la Universidad Católica de Santiago del Estero. Desde 2000 cuenta además con una Escuela para la Innovación Educativa. También dispone de una emisora radial, LRK312 Radio Universidad Nacional de Santiago del Estero.

## Facultades
La Universidad Nacional de Santiago del Estero está compuesta actualmente por cinco Facultades: Facultad de Ciencias Forestales, Facultad de Ciencias Exactas y Tecnologías, Facultad de Agronomía y Agroindustrias, Facultad de Humanidades, Ciencias Sociales y de la Salud, y la más reciente Facultad de Ciencias Médicas.
|                                                          | Pregrado                                                                      | Grado | Posgrado |
| -------------------------------------------------------- | ----------------------------------------------------------------------------- | --- | --- |
| Facultad de Agronomía y Agroindustrias                   | - Tec. Univ. en Apicultura                                                    | - Lic. en Biotecnología - Ing. Agronómica - Ing. en Alimentos - Lic. en Química - Prof. en Química | - Maestría en Desarrollo de Zonas Áridas y Semiáridas - Maestría en Producción Animal - Maestría en Riego y Uso Agropecuario del Agua - Doctorado en Ciencias Agronómicas - Doctorado en Ciencia y Tecnología de los Alimentos |
| Facultad de Humanidades, Ciencias Sociales y de la Salud | - Esp. en Tributación - Maestría en Adm. Pública - Maestría en Salud Familiar | Carreras presenciales - Lic. en Administración - Contador Público Nacional - Lic. en Letras - Lic. en Sociología - Lic. y Prof. en Educación para la Salud - Lic. en Obstetricia - Lic. en Filosofía - Tec. Sup. en Adm. y Gestión Universitaria - Lic. en Periodismo - Tec. en Educación Intercultural Bilingüe. Carreras a distancia - Lic. en Cooperativismo y Mutualismo - Lic. en Trabajo Social - Lic. en Inglés - Lic. en Historia | |